# On ne change pas
Albums de Céline Dion
Miracle
(2004) D'elles
(2007)
Singles
1. Je ne vous oublie pas
Sortie : 10 octobre 2005
2. Tous les secrets
Sortie : 13 mars 2006
3. I Believe in You
Sortie : 1er mai 2006

On ne change pas est une compilation de Céline Dion parue en 2005, ainsi que le titre d'une chanson écrite par Jean-Jacques Goldman parue sur l'album S'il suffisait d'aimer en 1998.
Cette compilation est sortie en trois versions différentes, sur un seul CD, deux CD ou trois CD, cette dernière version accompagnée d´un DVD.
Trois titres sont inédits : Je ne vous oublie pas, I Believe In You, Tous les secrets de ton cœur.
Le titre Tous les secrets de ton cœur est présent dans le film Astérix et les Vikings sorti en 2006.  

## Liste des pistes

### Version 2 CD
| 1.  | Je ne vous oublie pas                         | 3:35 |
| 2.  | Tous les secrets de ton cœur                  | 2:46 |
| 3.  | Pour que tu m'aimes encore                    | 4:14 |
| 4.  | S'il suffisait d'aimer                        | 3:35 |
| 5.  | Sous le vent (avec Garou)                     | 3:32 |
| 6.  | Tout l'or des hommes                          | 3:01 |
| 7.  | Je sais pas                                   | 4:32 |
| 8.  | On ne change pas                              | 4:09 |
| 9.  | Dans un autre monde                           | 4:37 |
| 10. | Un garçon pas comme les autres (Ziggy)        | 2:58 |
| 11. | L'amour existe encore                         | 3:50 |
| 12. | J'irai où tu iras (avec Jean-Jacques Goldman) | 3:26 |
| 13. | Et je t'aime encore                           | 3:27 |
| 14. | Vole                                          | 2:57 |
| 15. | Je lui dirai                                  | 3:57 |
| 16. | Quand on n'a que l'amour (Live)               | 3:48 |
| 17. | I Believe in You (avec Il Divo)               | 4:01 |

| 1.  | Le ballet                         | 4:19 |
| 2.  | Contre nature                     | 4:10 |
| 3.  | Je danse dans ma tête             | 4:12 |
| 4.  | Le Blues du businessman           | 4:31 |
| 5.  | Le Loup, la Biche et le Chevalier | 3:13 |
| 6.  | D'amour ou d'amitié               | 4:00 |
| 7.  | Mon ami m'a quittée               | 3:01 |
| 8.  | Les chemins de ma maison          | 4:13 |
| 9.  | Ne partez pas sans moi            | 3:07 |
| 10. | Je ne veux pas                    | 4:03 |
| 11. | Zora sourit                       | 3:52 |
| 12. | Destin                            | 4:15 |
| 13. | Tellement j'ai d'amour pour toi   | 2:58 |
| 14. | Ma Nouvelle France                | 3:11 |
| 15. | Les derniers seront les premiers  | 3:32 |
| 16. | Ce n'était qu'un rêve             | 3:49 |

Listing ajouté en 2007 par éditeur démissionnaire[réf. nécessaire]

### Version 3 CD
| 1.  | Je ne vous oublie pas                                 | 3:35 |
| 2.  | Tous Les Secrets                                      | 2:46 |
| 3.  | Sous le Vent (avec Garou)                             | 3:32 |
| 4.  | Tout l'Or des Hommes                                  | 3:01 |
| 5.  | Et Je T'Aime Encore                                   | 3:27 |
| 6.  | Vole                                                  | 2:57 |
| 7.  | Je Lui Dirai                                          | 3:57 |
| 8.  | I Believe in You (avec Il Divo)                       | 4:01 |
| 9.  | Ma Nouvelle France                                    | 3:11 |
| 10. | Contre Nature                                         | 4:10 |
| 11. | En Attendant Ses Pas                                  | 4:07 |
| 12. | Le Loup, la Biche et le Chevalier (Une Chanson Douce) | 3:13 |
| 13. | La Mémoire d'Abraham                                  | 3:49 |
| 14. | Le Monde Est Stone                                    | 3:40 |
| 15. | Plus Haut Que Moi (avec Mario Pelchat)                | 3:12 |
| 16. | Terre                                                 | 4:17 |

| 1.  | Pour Que Tu M'Aimes Encore             | 4:14 |
| 2.  | Le Blues du Businessman                | 4:31 |
| 3.  | Zora Sourit                            | 3:52 |
| 4.  | S'il Suffisait d'Aimer                 | 3:35 |
| 5.  | Destin                                 | 4:15 |
| 6.  | Les Derniers Seront Les Premiers       | 3:32 |
| 7.  | Elle (live)                            | 3:12 |
| 8.  | Le Ballet                              | 4:19 |
| 9.  | Des Mots Qui Sonnent                   | 3:56 |
| 10. | On Ne Change Pas                       | 4:09 |
| 11. | Je Sais Pas                            | 4:32 |
| 12. | Un garçon pas comme les autres (Ziggy) | 2:58 |
| 13. | Quand on N'A Que l'Amour (live)        | 3:48 |
| 14. | Je Danse Dans Ma Tête                  | 4:12 |
| 15. | L'Amour Existe Encore                  | 3:50 |
| 16. | Dans un Autre Monde                    | 4:37 |
| 17. | Je Ne Veux Pas                         | 4:03 |

| 1.  | Partout Je Te Vois              | (Eddy Marnay, Aldo Nova )           | 4:09 |
| 2.  | Incognito                       | (Luc Plamondon, J.A Roussel)        | 4:39 |
| 3.  | Lolita (Trop Jeune Pour Aimer)  | (Luc Plamondon, Daniel Lavoie)      | 4:19 |
| 4.  | La Voix du Bon Dieu             | (Eddy Marnay, S. Dumont)            | 3:22 |
| 5.  | Mélanie                         | (Eddy Marnay, Diane Juster)         | 3:48 |
| 6.  | Une Colombe                     | (Marcel Lefebvre, Paul Baillargeon) | 3:13 |
| 7.  | Ma Chambre                      | (J.P. Ferland, D. Mercure)          | 4:14 |
| 8.  | Fais Ce Que Tu Voudras          | (Eddy Marnay, René Grignon)         | 3:43 |
| 9.  | Ce N'Était Qu'un Rêve           | (T. Dion,J. Dion, C. Dion)          | 3:49 |
| 10. | D'amour ou d'amitié             | (E.Marnay, J.P.Lang, R.Vincente)    | 4:00 |
| 11. | La Religieuse                   |                                     | 3:32 |
| 12. | Mon Ami M'A Quittée             | (E.Marnay, C.Loigeror, T. Geoffroy) | 3:01 |
| 13. | Ne Partez Pas Sans Moi          | (N. Martinetti, A.Sereftug)         | 3:07 |
| 14. | Les Chemins de ma maison        | (E.Marnay, P.Lemaître, A. Bernard)  | 4:13 |
| 15. | Trois Heures Vingt              |                                     | 3:41 |
| 16. | Tellement J'Ai d'Amour Pour Toi | (E.Marnay,H. Giraud)                | 2:58 |
| 17. | Les Oiseaux du Bonheur          |                                     | 3:43 |

### Version 1 CD
| No  | Titre | Durée |
| --- | --- | ----- |
| 1.  | Je ne vous oublie pas | 3:35  |
| 2.  | Tous les secrets | 2:46  |
| 3.  | Pour que tu m'aimes encore | 4:14  |
| 4.  | S'il suffisait d'aimer | 3:35  |
| 5.  | Sous le vent (avec Garou) | 3:32  |
| 6.  | Tout l'or des hommes | 3:01  |
| 7.  | Je sais pas | 4:32  |
| 8.  | On ne change pas | 4:09  |
| 9.  | Un garçon pas comme les autres (Ziggy)                                                                                           | 2:58  |
| 10. | L'amour existe encore | 3:50  |
| 11. | J'irai où tu iras (avec Jean-Jacques Goldman)                                                                                    | 3:26  |
| 12. | Et je t'aime encore | 3:27  |
| 13. | I Believe in You (avec Il Divo)                                                                                                  | 4:01  |
| 14. | D'amour ou d'amitié | 4:00  |
| 15. | Les derniers seront les premiers                                                                                                 | 3:32  |
| 16. | Medley Starmania (Quand on arrive en ville ∕ Les Uns contre les autres / Le monde est stone / Naziland, ce soir on danse) (live) | 6:33  |
| 17. | Le Blues du businessman | 4:31  |
| 18. | Quand on n'a que l'amour (live)                                                                                                  | 3:48  |
| 19. | Ce n'était qu'un rêve | 3:49  |

## Certifications
| Pays   | Association | Certification | Ventes/Équivalence |
| ------ | ----------- | ------------- | ------------------ |
| France | SNEP        | 3x platine    | 600 000            |